# Otto Jensen

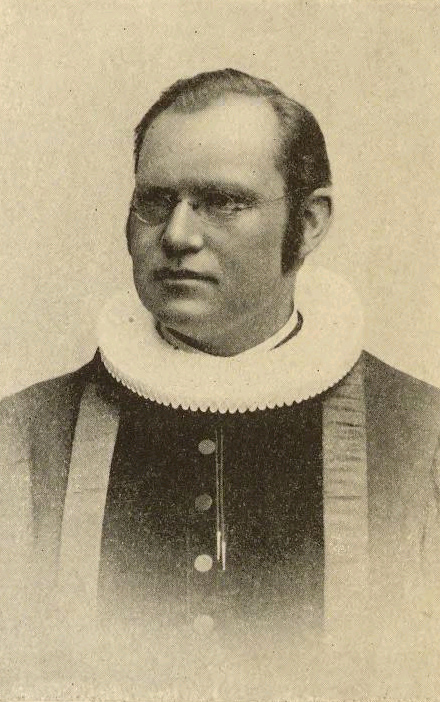

Otto Jensen, född den 11 september 1856 i Kongsberg, död den 26 februari 1918 i Hamar, var en norsk biskop, far till Eivind Berggrav. 
Jensen blev efter teologiska studier i Kristiania (nuvarande Oslo)  och vid tyska universitet år 1883 läroverksadjunkt i Stavanger. Han arbetade från 1889 som präst, blev 1905 kyrkoherde i Skjeberg, föreläste 1896 i dogmatik vid Kristiania universitet och blev 1898 teologie doktor på en avhandling Om soning og forsoning. Han blev i januari 1906 i samband med den mycket omtalade teologiska "professorsstriden" kyrkominister i ministären Michelsen, avgick med Michelsen i oktober 1907 och blev då återigen kyrkoherde i Skjeberg och 1913 stiftsprost i Kristiania. Han blev 1917 biskop i Hamar stift, men avled redan några få månader därefter. Hans teologiska författarskap var för sin tid modernt kritiskt.